# أدران (كرج)
أدران هي قرية في مقاطعة كرج، إيران. يقدر عدد سكانها بـ 391 نسمة بحسب إحصاء 2016.